# Rendez-Vous (Океан Ельзи)
«Rendez-Vous» — сингл українського гурту «Океан Ельзи», який вийшов у 2013 році. Відеокліп цієї пісні є передісторією подій, які відбувалися у відеокліпі пісні «Стріляй».

## Композиція
1. Rendez-Vous (4:11)

Музика і слова — Святослав Вакарчук 

## Музиканти
1. Святослав Вакарчук — вокал
2. Владімір Опсеніца — гітара
3. Денис Дудко — бас-гітара
4. Милош Єлич — клавішні
5. Денис Глінін — барабани